# (4118) Sveta
(4118) Sveta es un asteroide perteneciente al cinturón de asteroides, descubierto el 15 de octubre de 1982 por la astrónoma ucraniana Liudmila Zhuravliova desde el Observatorio Astrofísico de Crimea (República de Crimea).

## Designación y nombre
Designado provisionalmente como 1982 TH3. Fue nombrado Sveta en honor a la cosmonauta soviética rusa Svetlana Savítskaya.